# Windows Mobile Device Center
Windows Mobile Device Center é um software de sincronização desenvolvido pela Microsoft e o sucessor do ActiveSync. Ele é projetado para sincronizar vários conteúdos, incluindo música, vídeo, contatos, eventos de calendário, favoritos de navegadores web e outros arquivos entre dispositivos com Windows Mobile e o sistema operacional Microsoft Windows.

## História
O Windows Mobile Device Center foi escrito como um sucessor para o programa ActiveSync que era usado para sincronizar os dispositivos baseados em Windows CE com os sistemas operacionais Windows anteriores ao Windows Vista. A primeira versão pública foi disponibilizada em Outubro de 2006 como uma versão beta destinada para o uso com o Windows Vista RC1. Em fevereiro de 2007, o primeiro lançamento oficial foi disponibilizado para download, e em Junho de 2007, o Windows Mobile Device Center foi atualizado para funcionar com o sistema operacional Windows Mobile 6. Com o lançamento do Windows Mobile Device Center, os sistemas operacionais Pocket PC 2000 e Pocket PC 2002 foram efetivamente eliminados do suporte nativo completo do Windows Vista. No entanto, a conectividade básica tornou-se disponível para estes dispositivos com o lançamento da versão 6.1.
Outras versões do Windows, como o Windows Server 2008 e Windows Server 2008 R2 também podem ser habilitados com o WMDC.